# Мкртчян, Альберт Саркисович
Альберт Саркисович Мкртчян (8 августа 1926, Ереван — 20 февраля 2007, Москва) — советский, армянский и российский кинорежиссёр и сценарист. Заслуженный деятель искусств Российской Федерации (2007).
Настоящее имя — Вараздат.

## Биография
- 1950 — окончил режиссёрский факультет Ереванского театрально-художественного института, был режиссёром в ереванском академическом театре им. Г. Сундукяна.
- С 1957 — на киностудии «Мосфильм»

Автор рекламных фильмов и сюжетов для киножурнала «Фитиль».
Ассистент режиссёра на фильме Ромма «Девять дней одного года».
Работал на радио. Сохранился его радиоспектакль записи 1966 года «Случай в Бензогородке» по рассказу Шукшина «Гринька Малюгин»
В 1995 году под авторством Фридриха Незнанского вышла книга «Частное расследование», первая часть которой называется «Прикосновение» и представляет собой дословное изложение одноимённого российского фильма режиссёра Альберта Мкртчяна. Режиссёр обвинял Незнанского в плагиате.
Умер 20 февраля 2007 года в Москве. Похоронен на Николо-Архангельском кладбище (участок 4-в).

## Фильмография

### Режиссура
- 1967 — Дом 13/15 (короткометражный)
- 1967 — Пока гром не грянет (короткометражный)
- 1968 — В трудную минуту
- 1970 — Опекун
- 1971 — 32 неожиданности (короткометражный)
- 1973 — Земля Санникова
- 1978 — Лекарство против страха
- 1980 — Если бы я был начальником. В главной роли З. Х. Зехов
- 1982 — Путешествие будет приятным
- 1985 — Законный брак
- 1989 — Казённый дом
- 1992 — Прикосновение

### Сценарии
- 1982 — Путешествие будет приятным